# 205P/Giacobini
205P/Giacobini ist ein periodischer Komet.
205P/Giacobini wurde am 10. September 2008 durch japanische Astronomen entdeckt, die ihn zunächst für einen neuen Kometen hielten. Nach einigen Bahnberechnungen stellte sich heraus, dass es sich um einen 1896 entdeckten und zuletzt 1897 beobachteten Kometen handelte, der zwar alle 6 bis 7 Jahre die Sonne umkreist, der aber seitdem nicht mehr beobachtet worden war.
Der Komet war bei seiner Wiederentdeckung deshalb heller, weil sich zwei Bruchstücke vom Hauptkern gelöst hatten. 